# Abacetus angustatus
Abacetus angustatus es una especie de escarabajo terrestre de la subfamilia Pterostichinae.  Fue descrito por Johann Christoph Friedrich Klug en 1853 y se encuentra en Malawi, Zimbabue y Mozambique. 